# 정의사회민주당
정의사회민주당(우즈베크어: "Adolat" sotsial-demokratik partiyasi; "Adolat" SDP) 또는 아돌라트(우즈베크어: Adolat)는 우즈베키스탄의 정당이다. 초대 대표는 안바르 주라보예프이며 친정부 성향의 4개 정당 중 하나이다.

## 이념
사회민주당은 중도좌파 성향의 정당으로 인민민주당과 유사한 입장을 취한다. 평등주의와 사회 정의의 증진, 사회적 시장 경제와 보편주의적 복지국가를 지지한다. 기술 엔지니어링·교사·의사·예산 조직 및 서비스 부문 종사자 등이 주요 지지자이다.